# Ivan Venturi
Ivan Venturi (Bolonia, 1970) es un emprendedor y desarrollador de videojuegos italiano.

## Biografía
Pionero de la industria italiana en la creación de videojuegos, comenzó la programación a la edad de 13 años con su hermano, Mirko.
En 1987 durante la escuela secundaria pública Bowls, el primer videojuego de la Simulmondo, la primera software house italiana conocida en el extranjero.
A través de los años, mientras la compañía se expande , asume las funciones de diseñador y director de la producción. Venturi publicò títulos tan famosos como F1 Manager y Italy '90 Soccer y licencias de terceros como "Diabolik" y "Dylan Dog" al continuar produciendo directamente todas las versiones gráficas pixel-art del Commodore 64.
En 1993 deja la empresa para crear su primera empresa de videojueogs, llamar "Colors Arti Multimediali" con diferentes editores como por ejemplo "Jackson Libri", "Hobby & Work" y "Clementoni".
En 1999 se dedicó a producciones editoriales, tales como videojuegos en CD-ROM de "Érase una vez... el cuerpo humano". Cuatro años más tarde fundó "Koala Games" con Max Fraietta (programador y compositor), con la que realizó varios juegos serious y juegos educativos.
La compañía entró en la "Gruppo Armonia" como una empresa de R&S, y en 2011 cambiará su nombre a "TIconBLU",  productora principalmente simuladores de conducción profesional.
En 2007 es el fundador y maestro del grupo de estudio especializado en videojuegos en colaboración con MED - Media Education. Colabora con la Universidad de Bolonia para muchos laboratorios lenguaje multimedia.
En 2010 por su empresa compra los derechos de la saga de Nicolás Aymerich, escrito por Valerio Evangelisti y publicado por Mondadori, y produce dos videojuegos (PC / Móvil) 2012-2014, publicado independientemente en Italia y con Microids a nivel internacional.
Desde el año 2010 funda y organiza el evento Svilupparty en colaboración con la "Archivio Videoludico" de Bolonia y con AESVI. El evento es ahora el principal punto de encuentro de los desarrolladores de juegos italianos.
Desde 2012 colabora con "Bottega Finzioni" de Carlo Lucarelli para el área de los videojuegos. En el mismo año fundó "IV Producciones", una actividad de juego en la producción de videojuegos para consolas y teléfonos. Al citar algunos,  la producción de juegos como "Albedo: Ojos del espacio exterior" para PS4 y Xbox One ", Occultus: Cabal Mediterráneo" y "Riot: El malestar social" para PC.
En 2016 publicó su biografía titulada "Vita di Videogiochi – Memorie a 8 bit" (Vida de Videojuegos - recuerdos de 8 bits), un libro de 256 páginas (el valor máximo que se puede lograr con 8 bits).